# Museo de las Casas Reales
El palacio de la Real Audiencia de Santo Domingo, también conocido como Museo de las Casas Reales o Palacios Reales, es una edificación colonial que es uno de los monumentos culturales de la historia dominicana. Este museo se encuentra ubicado en la calle Las Damas, esquina con la calle Las Mercedes en el lado sur de la plaza de España en la Ciudad Colonial de Santo Domingo.

## Historia

### Época colonial

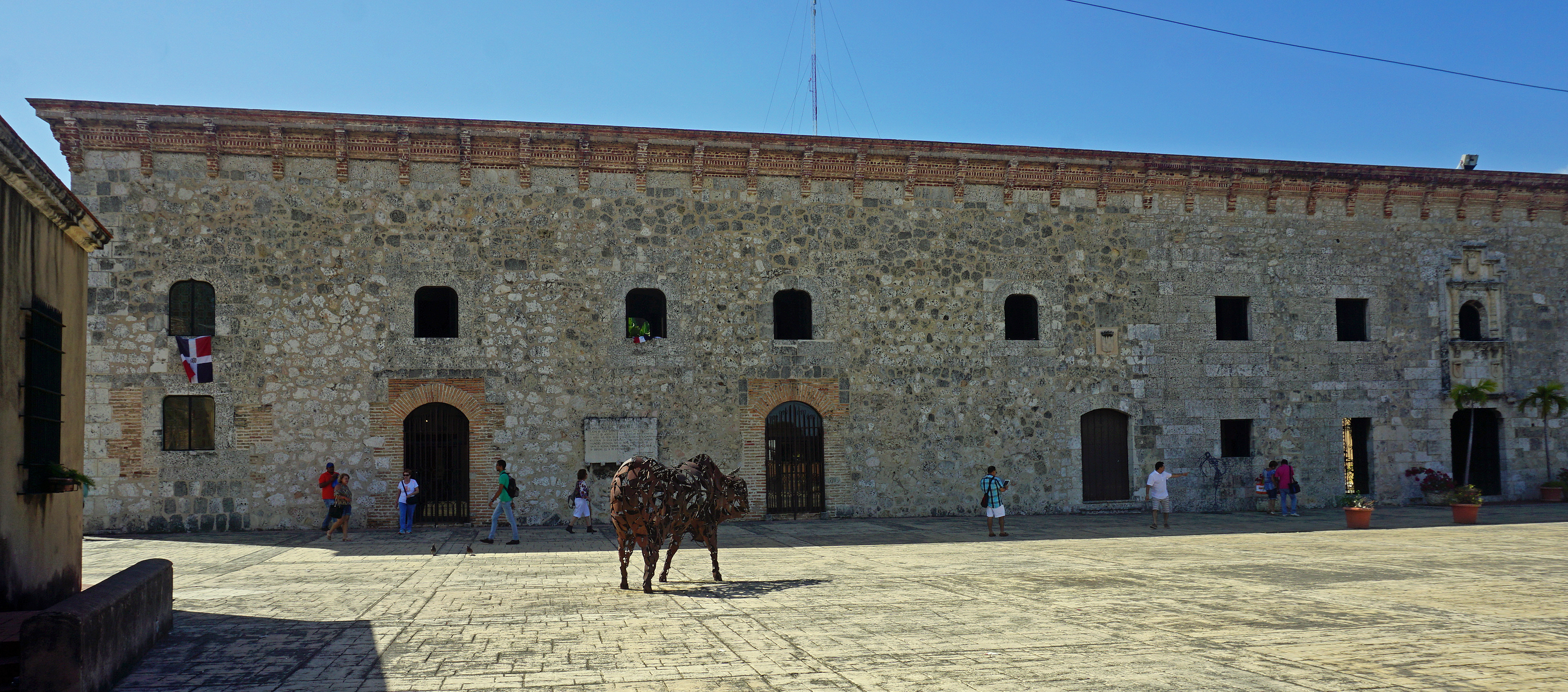
Vista completa del edificio.

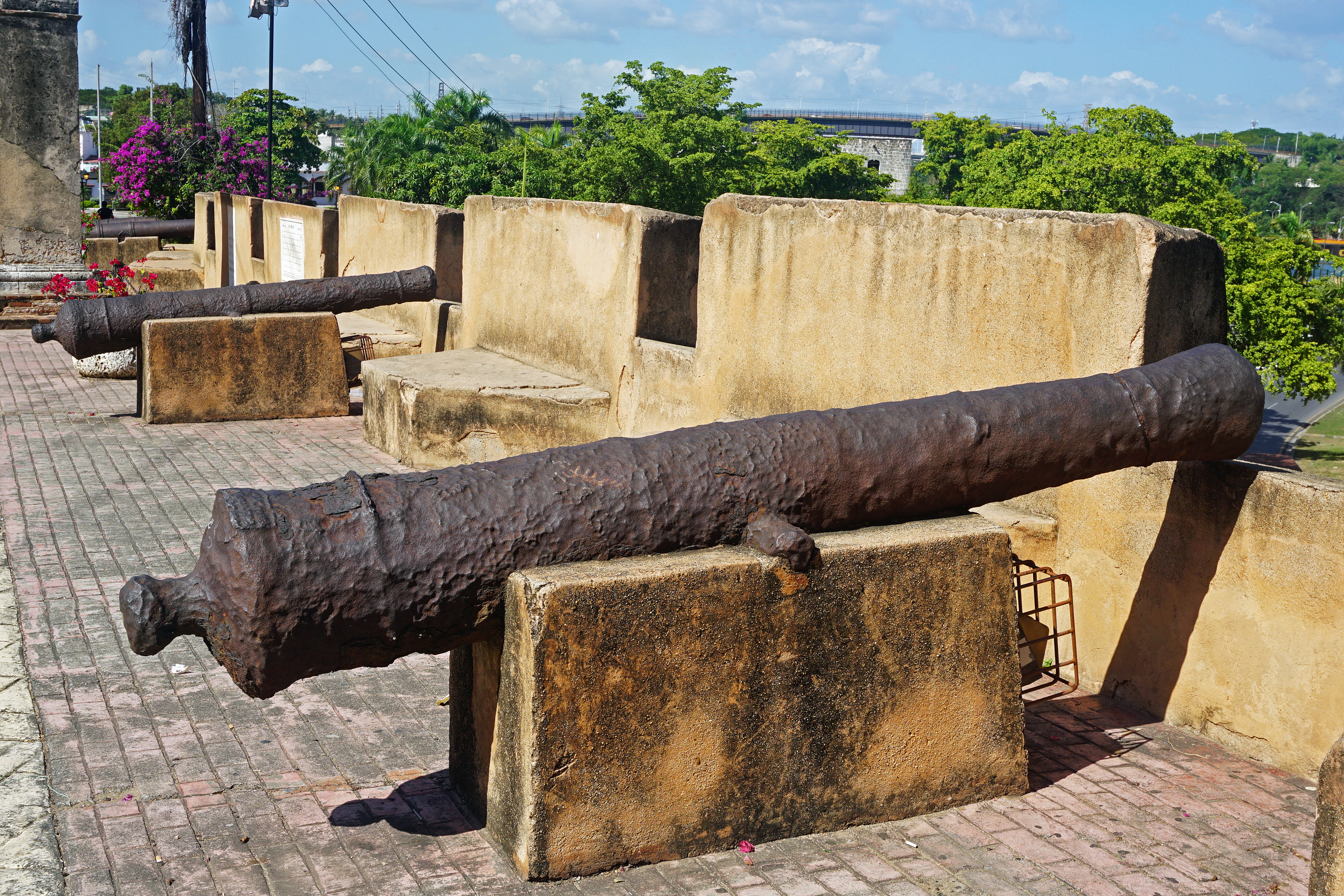
Cañones exhibidos al frente del museo.

El Museo de las Casas Reales o Palacios Reales, como era llamado durante la época de la capitanía general y la provincia, tenía como sede dos palacios, los cuales datan del siglo XVI. Este palacio real se construyó por órdenes de la Corona de Castilla, en el reinado de Fernando II de Aragón, el 5 de octubre de 1511, con la finalidad de alojar a las principales oficinas gubernamentales de la época. 
Este fue llamado como Edificio de las Casas Reales, ya que en él se encontraba la Real Audiencia, la cual fue el primer tribunal del Nuevo Mundo, también era utilizado como Residencia de los Gobernadores y Generales Capitanes de la época, a este segundo se le llamaba Capitanía General. Este edificio sirvió como morada de personas como Bartolomé Colón, Louis Ferrand, entre otros.
En los salones de la Real Audiencia se celebraban importantes reuniones o fiestas compuestas por las principales figuras de la sociedad de la época así como los oficiales reales y los jueces de apelación. También participaban los Obispos de la Concepción, Pedro Suárez de Deza, y representantes franciscanos, dominicos y mercedarios, además de los propios encomenderos.
La Real Audiencia ejerció jurisdicción formalmente sobre toda las islas cercanas, incluyendo Cuba, Puerto Rico, y Jamaica, y también sobre Tierra Firme del Mar Océano, como era conocido en ese entonces, alcanzando su mayor importancia entre los años 1526 y 1540. También desde ahí se discutían los conflictos principales, como fueron la Rebelión de Enriquillo, Rebelión de los Indios del Cuzco, establecer las diferencias entre Alvarado y Almagro, buscar la forma de solucionar los problemas territoriales de América Central, Venezuela y la Florida, Luisiana, entre otros.
Durante años, su estructura arquitectónica original ha sufrido cambios a lo largo de la historia. En 1807 el general francés Louis Ferrand le dio un estilo francés al edificio. En el último año de gobierno del presidente Carlos Felipe Morales Languasco, se realizaron algunas modificaciones para poder utilizar el edificio como Palacio Gubernamental o Casa del Gobierno. Durante el gobierno de Rafael Leónidas Trujillo se hicieron otras modificaciones en yeso para poder colocar algunas oficinas gubernamentales.

### Museo de las Casas Reales
El Museo de las Casas Reales es de carácter histórico, ya que presenta una edificación con una arquitectura hispánica. El 18 de octubre de 1973, durante el gobierno del presidente Joaquín Balaguer, fue instituido como museo, pero no fue hasta el 31 de mayo de 1976, que es oficialmente reconocido por la Ley como Museo Nacional Dominicano, el cual estuvo registrado bajo la Ley 580. En el acto inaugural se encontraba el rey Juan Carlos I de España.
Este museo fue creado para coleccionar y dar a resaltar la historia, vida y costumbres de los habitantes de La Española durante la época del Virreinato de las Indias, la Capitanía General de Santo Domingo y la provincia española de Santo Domingo. En la actualidad es uno de los más visitados y concurridos por los turistas de Santo Domingo, ya que se encuentra ubicado en la Zona Colonial. El museo cuenta con nueve salas y está compuesto por dos edificios que se comunican entre sí, el primero era conocido como el palacio de los Gobernadores y el otro era de la Real Audiencia y Contaduría General.
Este museo es considerado como uno de los más destacados del continente, por su colección cultural y además que es uno de los museos más importantes de la República Dominicana, al mostrar gran parte de la historia dominicana. Muestra grandes reliquias de la época colonial de la isla a la proclamación de la separación de España en el año 1821, entre ellas, el único escudo en el mundo de la reina Juana I de Castilla, gobernante de España y de las Indias.

## Salones del museo
El museo está dividido en dos plantas y varios salones respectivamente, los cuales son:

### Primera planta
Esta planta está dividida en varias áreas o salones y los temas se subdividen en galerías.
- Vestíbulo
- Galería
- Patio
- Tras patio
- Sanitario
- Cafetería
- Sala de Exposiciones Temporales
- Escalera
- Estatua de A. Suazo

Las galerías de temas o exposiciones de estas salas son:
- Descubrimiento, Conquista, Evangelización.
- Piratería, Contrabando.
- Economía.
- Caballerizas.
- Santa Bárbara.
- Farmacia.
- Transporte y Cocheras.

### Segunda Planta
- Galería de Audiencia
- Galería.
- Sala de Armas

En las Galerías de temas o exposiciones, se encuentran:
- Contaduría.
- Legislación.
- Secretarios de Audiencias.
- Despacho del Oídor Principal.
- Sala de espera.
- Salón del Oídor Principal.
- Ante Despacho Capitanes.
- Despacho del Capitán General.
- Vida Familiar.
- Ceramología Histórica.
- Militares I.
- Militares II.
- Gran Salón de Gobernadores.
- Descubrimiento, Conquista,
- Evangelización.
- Piratería, Contrabando.
- Economía.
- Caballerizas.
- Santa Bárbara.
- Farmacia.
- Transporte y cocheras.

## Arquitectura
Este edificio ha sido y es de interés monumental, ya que tiene un fuerte carácter propio y alto interés de sus espacios internos, además posee bienes de interés cultural ligados a su arquitectura que forman parte integral de los valores que la institución tiene para ofertar a sus visitantes.
Dentro de sus valores arquitectónicos, cabe resaltar sus valiosas concepciones museográficas. En el palacio de la Real Audiencia y Contaduría General se desarrolla la temática relacionada con la cancillería de Indias; los cabildos con sus funciones y competencias; las principales Leyes de Indias; los célebres y temidos juicios de Residencia a funcionarios.
Este edificio fue construido durante la época colonial, a base de mampostería y piedras de primera calidad, con un estilo gótico isabelino mezclado con el plateresco renacentista y con una apariencia casi militar.